# Tabitha Chawinga
Tabitha Chawinga (født 22. maj 1996) er en Malawisk fodboldspiller, der pr. november 2017 spiller som angriber for Kvarnsvedens IK i den svenske topliga Damallsvenskan.

## Tidligt liv
Chawinga blev født i Malawi i 1996 som den midterste af fem børn. Hun begyndte at spille fodbold som fem-år gammel og spillede med drengehold indtil hun blev 13 år gammel, da hun begyndte at spille for pigeholdet DD Sunshine.

## Karriere
I 2014 sæsonen blev Chawinga hentet til Sverige for at spille fodbold i den næstbedste række for Krokom/Dvärsätts IF. Hun blev samtidig den første kvindelige fodboldspiller fra Malawi, der spillede i en europæisk klub. Denne første sæson i svensk damefodbold scorede Chawinga 39 mål i 14 kampe.

## Meritter og priser
Hold
- Elitettan vinder: 2015[6]

Individuel
- Swedish Women's Football Division 1 Golden Boot: 2014[7]